# کیزبی (نیوجرسی)
کیزبی (به انگلیسی: Keasbey) یک منطقهٔ مسکونی در ایالات متحده آمریکا است که در نیوجرسی واقع شده‌است. کیزبی ۱۱ متر بالاتر از سطح دریا واقع شده‌است.